# STAT5A
تَرارسانندهٔ پیام و فعال‌کنندهٔ رونویسی ۵ اِی (انگلیسی: Signal transducer and activator of transcription 5A) یک پروتئین است که در انسان توسط ژن «STAT5A» کُدگذاری می‌شود. اُرتولوگ‌های این ژن، در چندین نمونه از جفت‌داران شناسایی شده و اطلاعات کامل ژنوم آنها در دست است.

## نقش در سرطان
پژوهش‌های انجام شده حاکی از آن است که این پروتئین نقش مهمی در بروز سرطان خون، سرطان پستان، سرطان روده بزرگ، سرطان‌های سر و گردن و سرطان پروستات ایفا می‌کند. تا همین اواخر، نقش دقیق این پروتئین در این سرطان‌ها و تمایز آن از نقش STAT5B چندان مشخص نبود. به سبب اهمیت کلیدی این پروتئین در تکامل دستگاه ایمنی بدن، مشخص شد که STAT5A از طریق برهم زدن عملکرد طبیعی سیستم ایمنی، زمینه را برای بروز سرطان مهیا می‌کند.
با عنایت به نقش این مولکول در بروز سرطان و تولید بیش از حد آن در ضایعات توموری و پیش‌توموری، ممکن است بتوان به‌طور بالقوه از آن به‌عنوان یک نشانگر زیستی در «کارسینوم سلول سنگفرشی دهان» استفاده کرد.
مولکول پروتئینی STAT5A در حفظ ساختار و یکپارچگی بافت پوششی پروستات شرکت دارد. در جریان سرطان پروستات، میزان هر دو STAT5A و STAT5B، در سلول‌های سرطانی افزایش می‌یابد و مهار STAT5a/b سبب کشتار وسیع آپوپتوزی سلول‌های سرطانی می‌گردد؛ گرچه نقش ویژهٔ STAT5A در این فرایند به‌طور دقیق مشخص نیست.
در بافت طبیعی پستان، مولکولِ STAT5A اثر پرولاکتین بر روی غده شیری را میانجی‌گری می‌کند و وجودش برای رشد این غدد لازم است. در جریان سرطان پستان، سیگنالینگ STAT5A در حفظ تمایز سلولی تومور و جلوگیری از پیشرفت بیماری حائز اهمیت است. به سبب نقش این پروتئین در این سرطان، شاید STAT5A بتواند به‌عنوان یک پیش‌بینی‌کنندهٔ پاسخ به درمان‌های ضد استروژنی به‌کار رود.
در درمان سرطان روده بزرگ، مهار کردن STAT5A اگر در کنارِ شیمی‌درمانی با داروهایی نظیر سیس‌پلاتین باشد، حساسیت سلول‌های سرطانی به این داروها را افزایش می‌دهد.

## تعامل‌های شیمیایی
پروتئین STAT5A با مولکول‌های زیر تعامل پروتئین-پروتئین دارد:
- CBX5[۱۱]
- ERBB4[۱۳][۱۴]
- گیرنده فاکتور رشد اپیدرمی[۱۳][۱۵]

## برای مطالعهٔ بیشتر
- Kisseleva T, Bhattacharya S, Braunstein J, Schindler CW (2002). "Signaling through the JAK/STAT pathway, recent advances and future challenges". Gene. 285 (1–2): 1–24. doi:10.1016/S0378-1119(02)00398-0. PMID 12039028.
- Buitenhuis M, Coffer PJ, Koenderman L (2004). "Signal transducer and activator of transcription 5 (STAT5)". Int. J. Biochem. Cell Biol. 36 (11): 2120–4. doi:10.1016/j.biocel.2003.11.008. PMID 15313458.